# Campeonato Cearense de Futebol de 2014
O Campeonato Cearense de Futebol de 2014 é a 100ª edição do torneio. A competição premiará os clubes com duas vagas para a Copa do Brasil de 2015, duas para a Copa do Nordeste de 2015 e uma para a Série D de 2014.

## Fórmula de disputa
Por estarem participando da Copa do Nordeste, Ceará e Guarany de Sobral não disputam a primeira fase da competição, que será composta pelos outros nove clubes que se enfrentam em confrontos diretos, de "ida" e "volta", classificando-se para a segunda fase os quatro primeiros colocados. O 1º colocado recebe dois pontos de bonificação e o 2º colocado recebe 1 ponto para a próxima fase. Os pontos conquistados nesta fase não influenciam na classificação geral. Na segunda fase, os quatro clubes se juntam à Ceará e Guarany de Sobral num hexagonal, onde os clubes se enfrentam em confrontos diretos, de "ida" e "volta", classificando para as semifinais os quatro melhores. Nas semifinais, os jogos se dão por cruzamento olímpico (o 1° colocado enfrenta o 4° colocado e o 2° enfrenta o 3°), em dois jogos. Os vencedores se enfrentarão na final do campeonato, também em dois jogos.
O melhor classificado na primeira fase se junta ao campeão da competição na Copa do Brasil de 2015. Os dois finalistas ficam com as duas vagas para o Copa do Nordeste de 2015. O clube melhor classificado na segunda fase, excluindo Ceará, Fortaleza e Icasa, fica com a vaga na Série D.
Em 2014 serão rebaixados três clubes, para que em 2015, o Campeonato Cearense seja disputado por 10 times. Portanto, as equipes com piores rendimentos na primeira fase serão rebaixadas e deverão disputar a 2ª divisão do Campeonato Cearense de 2015.
A equipe melhor classificada, que residir fora da capital, será coroada como Campeã do Interior e para ela será entregue a Taça Padre Cícero de 2014.

## Primeira fase

### Classificação
| 1 | Fortaleza           | 42 | 16 | 13 | 3 | 0  | 48 | 14 | 34  |
| 2 | Guarani de Juazeiro | 26 | 16 | 7  | 5 | 4  | 17 | 18 | -1  |
| 3 | Horizonte           | 25 | 16 | 6  | 7 | 3  | 26 | 18 | 8   |
| 4 | Icasa               | 24 | 16 | 6  | 6 | 4  | 18 | 19 | -1  |
| 5 | Quixadá             | 23 | 16 | 7  | 2 | 7  | 25 | 23 | 2   |
| 6 | Itapipoca           | 21 | 16 | 5  | 6 | 5  | 19 | 24 | -5  |
| 7 | Ferroviário         | 18 | 16 | 5  | 3 | 8  | 26 | 25 | +1  |
| 8 | Tiradentes-CE       | 12 | 16 | 2  | 6 | 8  | 26 | 32 | -6  |
| 9 | Crato               | 5  | 16 | 1  | 2 | 13 | 8  | 40 | -32 |

| Resultados          | Resultados | Resultados | Resultados | Resultados | Resultados | Resultados | Resultados | Resultados | Resultados |
|                     | CRA        | FER        | FOR        | GJU        | HOR        | ICA        | ITA        | QUI        | TIR        |
| ------------------- | ---------- | ---------- | ---------- | ---------- | ---------- | ---------- | ---------- | ---------- | ---------- |
| Crato               | —          | 0–1        | 1–2        | 0–0        | 0–2        | 0–1        | 0–0        | 1–2        | 3–2        |
| Ferroviário         | 7–2        | —          | 0–4        | 5–0        | 0–3        | 1–2        | 0–0        | 0–0        | 3–1        |
| Fortaleza           | 6–0        | 3–1        | —          | 3–1        | 2–1        | 2–0        | 7–0        | 4–2        | 3–0        |
| Guarani de Juazeiro | 1–0        | 1–0        | 2–2        | —          | 0–1        | 2–1        | 1–0        | 4–2        | 2–2        |
| Horizonte           | 2–0        | 2–2        | 2–2        | 0–0        | —          | 3–1        | 3–4        | 1–0        | 2–2        |
| Icasa               | 2–0        | 3–2        | 0–0        | 1–0        | 1–1        | —          | 1–1        | 0–0        | 2–2        |
| Itapipoca           | 2–0        | 1–0        | 1–3        | 0–1        | 1–1        | 1–1        | —          | 2–0        | 1–1        |
| Quixadá             | 3–0        | 1–0        | 1–3        | 0–1        | 2–1        | 4–1        | 5–2        | —          | 2–0        |
| Tiradentes-CE       | 7–1        | 2–4        | 2–3        | 1–1        | 1–1        | 0–1        | 0–3        | 3–1        | —          |

|  |                                           |
|  | Zona de classificação para a segunda fase |
|  | Zona de rebaixamento à Série B            |

### Desempenho por rodada
Clubes que lideraram ao final de cada rodada:
| Rodadas | Rodadas   | Rodadas   | Rodadas   | Rodadas   | Rodadas   | Rodadas   | Rodadas   | Rodadas   | Rodadas   | Rodadas   | Rodadas   | Rodadas   | Rodadas   | Rodadas   | Rodadas   | Rodadas   | Rodadas   |
| ------- | --------- | --------- | --------- | --------- | --------- | --------- | --------- | --------- | --------- | --------- | --------- | --------- | --------- | --------- | --------- | --------- | --------- |
| 1       | 2         | 3         | 4         | 5         | 6         | 7         | 8         | 9         | 10        | 11        | 12        | 13        | 14        | 15        | 16        | 17        | 18        |
| FER     | FORTALEZA | FORTALEZA | FORTALEZA | FORTALEZA | FORTALEZA | FORTALEZA | FORTALEZA | FORTALEZA | FORTALEZA | FORTALEZA | FORTALEZA | FORTALEZA | FORTALEZA | FORTALEZA | FORTALEZA | FORTALEZA | FORTALEZA |

Clubes que ficaram na última posição ao final de cada rodada:
| Rodadas | Rodadas | Rodadas | Rodadas | Rodadas | Rodadas | Rodadas | Rodadas | Rodadas | Rodadas | Rodadas | Rodadas | Rodadas | Rodadas | Rodadas | Rodadas | Rodadas | Rodadas |
| ------- | ------- | ------- | ------- | ------- | ------- | ------- | ------- | ------- | ------- | ------- | ------- | ------- | ------- | ------- | ------- | ------- | ------- |
| 1       | 2       | 3       | 4       | 5       | 6       | 7       | 8       | 9       | 10      | 11      | 12      | 13      | 14      | 15      | 16      | 17      | 18      |
| CRA     | CRA     | CRA     | ICA     | CRA     | CRA     | CRA     | ITA     | ITA     | CRATO   | CRATO   | CRATO   | CRATO   | CRATO   | CRATO   | CRATO   | CRATO   | CRATO   |

## Segunda fase

### Classificação
| 1 | Fortaleza           | 19 | 10 | 5 | 4 | 1 | 21 | 12 | +9 |
| 2 | Ceará               | 19 | 10 | 5 | 4 | 1 | 18 | 9  | +9 |
| 3 | Guarany de Sobral   | 13 | 10 | 3 | 4 | 3 | 15 | 13 | +2 |
| 4 | Icasa               | 12 | 10 | 3 | 3 | 4 | 12 | 14 | –2 |
| 5 | Horizonte           | 11 | 10 | 3 | 2 | 5 | 12 | 21 | –9 |
| 6 | Guarani de Juazeiro | 6  | 10 | 0 | 5 | 5 | 8  | 17 | –9 |

| Ceará               | —   | 3–1 | 0–0 | 1–0 | 5–1 | 1–0 |
| Fortaleza           | 1–1 | —   | 4–0 | 3–1 | 3–2 | 2–1 |
| Guarani de Juazeiro | 0–2 | 2–2 | —   | 2–2 | 1–2 | 1–1 |
| Guarany de Sobral   | 1–1 | 1–1 | 2–1 | —   | 5–1 | 1–2 |
| Horizonte           | 2–1 | 1–1 | 1–1 | 1–0 | —   | 0–2 |
| Icasa               | 3–3 | 0–3 | 1–1 | 0–1 | 2–1 | —   |

|  |                                    |
|  | Zona de classificação à fase final |

## Fase final
|  | Semifinais 06 e 13 de abril | Semifinais 06 e 13 de abril | Semifinais 06 e 13 de abril | Semifinais 06 e 13 de abril |   |           | Final 16 e 23 de abril | Final 16 e 23 de abril | Final 16 e 23 de abril | Final 16 e 23 de abril |
|  |                             |                             |                             |                             |   |           |                        |                        |                        |                        |
|  | Icasa                       | 3                           | 1                           | 4                           |   |           |                        |                        |                        |                        |
|  | Fortaleza                   | 1                           | 3                           | 4                           |   |           |                        |                        |                        |                        |
|  | Fortaleza                   | 1                           | 3                           | 4                           |   | Fortaleza | 0                      | 0                      | 0                      |                        |
|  |                             |                             |                             |                             |   | Fortaleza | 0                      | 0                      | 0                      |                        |
|  |                             | Ceará                       | 0                           | 0                           | 0 |           |                        |                        |                        |                        |
|  | Guarany de Sobral           | Ceará                       | 0                           | 0                           | 0 | 2         | 2                      | 4                      |                        |                        |
|  | Guarany de Sobral           |                             |                             |                             |   | 2         | 2                      | 4                      |                        |                        |
|  | Ceará                       | 3                           | 5                           | 8                           |   |           |                        |                        |                        |                        |

### Final
| Quarta-feira, 16 de abril | Fortaleza | 0 – 0          | Ceará | Arena Castelão, Fortaleza                                                |
| 22:00                     |           | Súmula Borderô |       | Público: 18 035 Renda: R$ 353.361,00 Árbitro: CE Avelar Rodrigo da Silva |

| Fortaleza | Ceará |

| Quarta-feira, 23 de abril | Ceará | 0 – 0          | Fortaleza | Arena Castelão, Fortaleza                                         |
| 22:00                     |       | Súmula Borderô |           | Público: 42 133 Renda: R$ 937.959,00 Árbitro: RS Anderson Daronco |

| Ceará | Fortaleza |

## Campeão do Interior
| Taça Padre Cícero de 2014 |
| Juazeiro do Norte         |
| ------------------------- |
| Icasa Campeão (1º título) |